# Спата
 Тази статия е за оръжието.  За града вижте Спата, Източна Атика.  
 Тази статия е за оръжието.  За албанската династия вижте Спани (феодална фамилия).  
Спата (на гръцки: σπάθα; на латински: spatha) е прав дълъг меч с размер от 0.75 до 1 м, използван на територията на Римската империя между I и VI век. Счита се за предшественик на по-късните прави мечове, като каролингския меч и по-късните романски и рицарски меч. Болшинството археологически находки на това оръжие са направени е пограничните римски райони на днешна Британия и Германия.
Спата е използвана за военни действия и гладиаторски борби. Първите цитирания (Плиний Стари, Луций Аней Сенека) посочват спатата като оръжие на келтските и германските спомагателни войски. По-късно тя става оръжие на тежковъоръжената пехота и преминава на левия хълбок, докато гладиусът остава като спомагателно оръжие за леката пехота. Постепенно спатата е заимствана и от кавалерията заради обсега си, като кавалерийската спата е със заоблен връх като превенция от самонараняване на ездача или коня, а е използвана само за посичащи удари от седло.

## Произход и разпространение
Думата е заемка в латинския от дорийския гръцки език и означава „широко острие“.. Не е споменавана в Омировия елински гръцки, но при Алкей Митиленски (VI век пр.н.е.) и Теофраст (IV век пр.н.е). се появява за обозначаване на мечове от Желязната епоха. В съвременните романски езици производни на думата се използват за обозначаване на меч. В българския език спатия е един от четирите цвята при игра на карти и често се асоциира с война.

Много точна представа за мястото на спатата в терминологията на военното дело дава цитат на Тацит, датиращ от времето на Принципата. 
| „     | Кралят на бритите Каратак, разбунтувал се, се намери в капан на скалистия хълм с гладиите на легионерите отпред и спатите на ауксилариите отзад. | “ |
| [ 9 ] | |   |

Спата е използвана трайно в армията на Източната римска империя, а Спатарий (на латински: σπαθάριος, мечоносец), е дворцова титла от среден разряд. По-късни официални титли като протоспатарий, спатарокандидат, спатарокубикуларий са запазени за евнуси. Един от най-известните дворцови спатарокандидати Харалд Хардрада. През 1858 в Нидам, Дания е открито древно скривалище с 90 меча, класифицирани като римски спати. Счита се, че подобни оръжия са източник на легендата за меча на Беоулф .
- Римски реенактор с реплика на късна римска спата
- Римски кавалерист носещ спата – възстановка
- Тетрарсите с орлови ефеси на спатите, 300 г.
- Алеманска спата, V век.
- Надгробни плочи на легионери и ауксиларии, Могунция; сигнифер и турма, Вормс.